# Чемпионат Киевской области по футболу
Чемпионат Киевской области по футболу — футбольное соревнование среди любительских команд Киевской области. Проводится под эгидой Киевской областной ассоциации футбола (КОАФ).

## Победители
| Сезон        | Чемпион                       | 2 место                       | 3 место                          |
| 1979         | «Рубин» (Песковка)            | «Кристал» (Яготин)            | «Рефрижератор» (Фастов)          |
| 1980         | «Машиностроитель» (Бородянка) | «Рефрижератор» (Фастов)       | «Мотор» (Фастов)                 |
| 1981         | «Строитель» (Припять)         | «Рефрижератор» (Фастов)       | «Машиностроитель» (Бородянка)    |
| 1982         | «Строитель» (Припять)         | «Машиностроитель» (Бородянка) | «Чайка» (Вышгород)               |
| 1983         | «Строитель» (Припять)         | «Машиностроитель» (Бородянка) | «Рефрижератор» (Фастов)          |
| 1984         | «Сельмаш» (Белая Церковь)     | «Рефрижератор» (Фастов)       | «Колос» (Яготин)                 |
| 1985         | «Машиностроитель» (Бородянка) | «Рефрижератор» (Фастов)       | «Колос» ( —)                     |
| 1986         | «Рефрижератор» (Фастов)       | «Зоря» (Обухов)               | «ДППЗ» (Кучаково)                |
| 1987         | «Машиностроитель» (Бородянка) | «Садивник» (Новосёлки)        | «Колос» (Переяслав-Хмельницкий)  |
| 1988         | «Нива» (Мироновка)            | «Проминь» (Белая Церковь)     | «Рефрижератор» (Фастов)          |
| 1989         | «Блискавка» (Барышевка)       | «Проминь» (Белая Церковь)     | «Факел» (Фастов)                 |
| 1990         | «Рефрижератор» (Фастов)       | «Проминь» (Белая Церковь)     | «Колос» (Борисполь)              |
| 1991         | «Прометей» (Боярка)           | «Дружба» (Березань)           | «Колос» (Карапыши)               |
| 1992         | «Нива» (Мироновка)            | «Будивельник» (Иванков)       | «Рефрижератор» (Фастов)          |
| 1993         | «Рефрижератор» (Фастов)       | «Арго-Блискавка» (Барышевка)  | «Гарт» (Бородянка)               |
| 1994         | «Сатурн» (Ирпень)             | «Схид» (Яготин)               | «Рось» (Богуслав)                |
| 1995         | «Колос» (Карапыши)            | «Сокол» (Морозовка)           | «Чайка» (Вышгород)               |
| 1996         | «Рефрижератор» (Фастов)       | «Будивельник» (Бровары)       | «Симекс» (Переяслав-Хмельницкий) |
| 1997         | «Рефрижератор» (Фастов)       | «Будивельник» (Бровары)       | «Нива» (Обухов)                  |
| 1998         | «УФЕИ» (Ирпень)               | «Рефрижератор» (Фастов)       | «Чайка» (Вышгород)               |
| 1999 (весна) | «Рефрижератор» (Фастов)       | «УФЕИ» (Ирпень)               | «Прапор» (Яготин)                |
| 1999 (осень) | «Сокол» (Великая Дымерка)     | «Рефрижератор» (Фастов)       | «Картонник» (Обухов)             |
| 2000         | «Картонник» (Обухов)          | «Белгород» (Белогородка)      | «Налоговая академия» (Ирпень)    |
| 2001         | «Налоговая академия» (Ирпень) | «Динамо» (Калиново)           | «Аякс» (Ксаверовка)              |
| 2002         | «Буча-КЛО» (Буча)             | «Звезда» (Журавлиха)          | «Налоговая академия» (Ирпень)    |
| 2003         | «Днепр» (Обухов)              | «Грань» (Бузовая)             | «Ергопак-Елит» (Боярка)          |
| 2004         | «Днепр» (Обухов)              | «Грань» (Бузовая)             | «Агросоюз» (Гребёнки)            |
| 2005         | «Грань» (Бузовая)             | «Максима» (Украинка (город))  | «Диназ» (Вышгород)               |
| 2006         | «Арсенал» (Белая Церковь)     | «Путровка» (Путровка)         | «Антарес» (Обухов)               |
| 2007         | «Путровка» (Путровка)         | «Антарес» (Обухов)            | «Диназ» (Вышгород)               |
| 2008         | «Путровка» (Путровка)         | «Нива» (Бузовая)              | «Хилд-Любомир» (Ставище)         |
| 2009         | «Интер» (Фурсы)               | «Макаров» (Макаров)           | «Вишнёвое» (Вишнёвое)            |
| 2010         | «Путровка» (Путровка)         | «Хилд-Любомир» (Ставище)      | «Диназ» (Вышгород)               |
| 2011         | «Диназ» (Вышгород)            | «Чайка» (П. Борщаговка)       | «Интеграл» (Синява)              |
| 2012         | «Колос» (Ковалёвка)           | «Чайка» (П. Борщаговка)       | «Буча»                           |
| 2013         | «Колос» (Ковалёвка)           | «Чайка» (П. Борщаговка)       | «Путровка»                       |
| 2014         | «Колос» (Ковалёвка)           | «Чайка» (П. Борщаговка)       | «Буча»                           |
| 2015         | «Чайка» (П. Борщаговка)       | «Диназ» (Вышгород)            | «Рубин» (Песковка)               |
| 2016         | «Джуниорс» (Шпитьки)          | «Десна» (Погребы)             | «Патриот» (Барышевский район)    |
| 2017         | «Авангард» (Бзов)             | «Джуниорс» (Шпитьки)          | «Десна» (Погребы)                |
| 2018         | «Авангард» (Бзов)             | «Диназ» (Вышгород)            | «Патриот» (Барышевский район)    |
| 2019         | «Авангард» (Бзов)             | «Джуниорс» (Шпитьки)          | «Кудровка» (Ирпень)              |
| 2020         | «Кудровка» (Ирпень)           | «Джуниорс» (Шпитьки)          | «Денгофф» (Дениховка)            |
| 2021         | «Нива» (Бузовая)              | «Денгофф» (Дениховка)         | «Дружба» (Мировка)               |
| 2022/23      | «Дружба» (Мировка)            | «Штурм» (Иванков)             | «Полесье» (Ставки)               |
| 2023/24      | «Штурм» (Иванков)             | «Полесье» (Ставки)            | «Денгофф» (Дениховка)            |

## Лучшие бомбардиры
| Сезон   | Футболист               | Голов |
| ------- | ----------------------- | ----- |
| 2017    | Александр Шома          | 34    |
| 2018    | Василий Чекед           | 24    |
| 2019    | Дмитрий Кульгук         | 18    |
| 2020    | Амара Соума (Днепр)     | 23    |
| 2021    | Иван Сомов (Нива)       | 25    |
| 2022/23 | Игорь Сикорский (Штурм) | 24    |

## Рекорды
Наиболее количество «сухих» матчей: Сергей Погорелый — 18 матчей в сезоне 2022/23
Наиболее количество результативных передач: Сергей Шевчук — 31 передача в сезоне 2022/23

## Лучшие игроки
| Сезон   | Лучший игрок    | Лучший вратарь   | Лучший защитник    | Лучший полузащитник | Лучший нападающий | Лучший тренер   |
| ------- | --------------- | ---------------- | ------------------ | ------------------- | ----------------- | --------------- |
| 2022/23 | Роман Мачуленко | Сергей Погорелый | Владислав Юзефович | Олег Лига           | Артём Грищенко    | Дмитрий Чирикал |